# Mohamed Dione
Mohamed Dione (ur. 25 maja 1948) – senegalski judoka. Olimpijczyk z Monachium 1972, gdzie dziewiętnaste miejsce w wadze półciężkiej.
Uczestnik mistrzostw świata w 1971. Brązowy medalista igrzysk afrykańskich w 1978 roku.

## Letnie Igrzyska Olimpijskie 1972
| Konkurencja | Eliminacje           | Klas. końcowa |
| Konkurencja | Przeciwnik I         | Miejsce       |
| ----------- | -------------------- | ------------- |
| 93 kg       | Chiaki Ishii (BRA) P | 19.           |